# Григорьев, Владимир Александрович
Владимир Александрович Григорьев (23 февраля, 1948, Симферополь, СССР — 1993, Польша) — советский футболист, тренер. Мастер спорта СССР (1974). Бронзовый призёр чемпионата СССР (1974).
Образование высшее. Окончил факультет физвоспитания Крымского государственного университета.

## Биография
Владимир Григорьев родился 23 февраля 1948 года в Симферополе, где и начал играть в футбол.
Первой командой мастеров защитника стала крымская «Чайка», два года отыграв за которую, Григорьев перешёл в симферопольскую «Таврию» и отдал ей большую часть своей игровой карьеры.
В 1973 году был призван в армию, играл за тираспольскую «Звезду» — по сути, одесский СКА, временно передислоцированный в Тирасполь.
Входил в сборную Украинской ССР, в её составе сыграл два матча: с олимпийской сборной Польши и со сборной Бирмы.
В одесском «Черноморце» отыграл два сезона, в первом из них завоевал бронзовые медали чемпионата СССР.
В 1993 году трагически погиб в Польше.

## Достижения
- Бронзовый призёр чемпионата СССР (1974).
- В списках лучших футболистов УССР[укр.]: 1974
- Один из обладателей приза «Лучшие дебютанты сезона»: 1974